# Tococa platyphylla
Tococa platyphylla är en tvåhjärtbladig växtart som beskrevs av George Bentham. Tococa platyphylla ingår i släktet Tococa och familjen Melastomataceae.
Artens utbredningsområde är Colombia. Inga underarter finns listade i Catalogue of Life.